# تشانغ سيشون
تشانغ سيشون عالم فلك ومهندس عسكري صيني عاش في بداية عهد أسرة سونغ. عُرف سيشون باستخدامه لآلة ذات حلق تعمل بتقاطر الزئبق السائل دوريًا فوق برج ساعته الفلكي. يقوم الزئبق السائل بإدارة ناعور يقوم بعمل ميزان الساعة. صمم سيشون نموذجه عام 976، وأتم بنائه عام 977.